# 5819 Lauretta
(5819) Lauretta là một tiểu hành tinh vành đai chính. Nó được phát hiện ngày 29 tháng 10 năm 1989 bởi Schelte J. Bus ở Cerro Tololo. Nó được đặt theo tên Dr. Dante Lauretta.